# Ordenshaus der Armen Schulschwestern (Warburg)

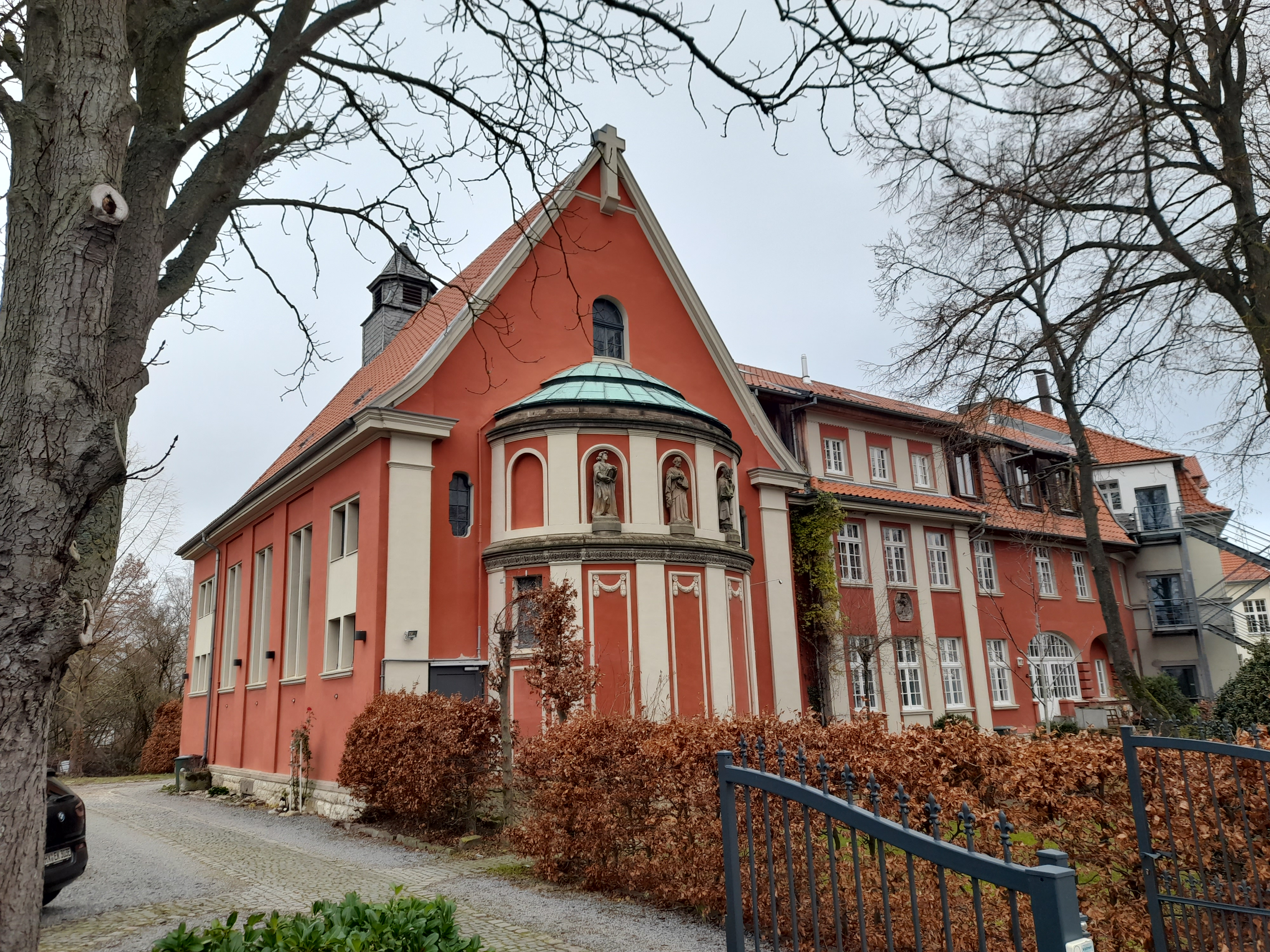
Ordenshaus mit Kapelle (2021)

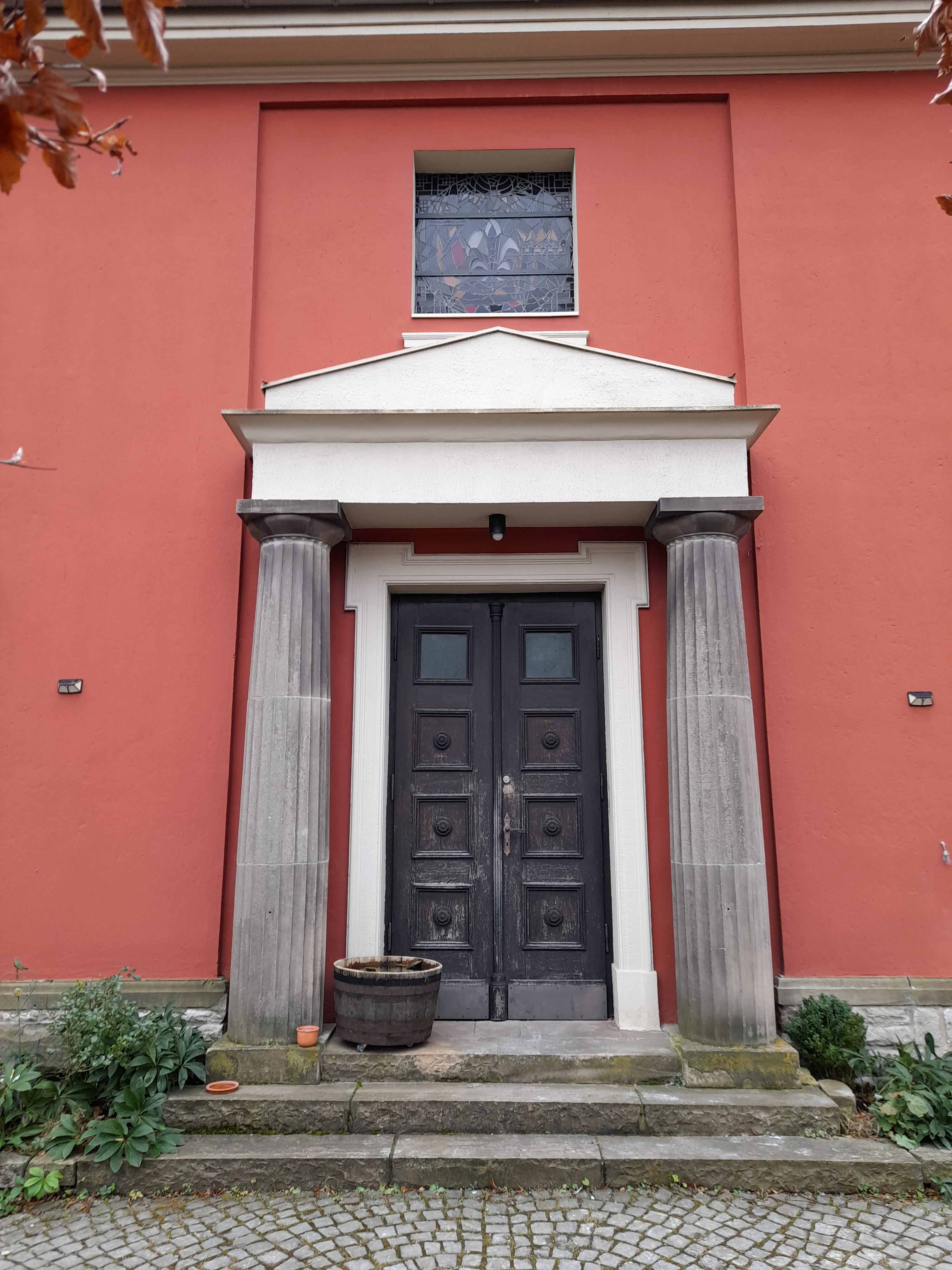
Kapellenportal hofseitig (2021)

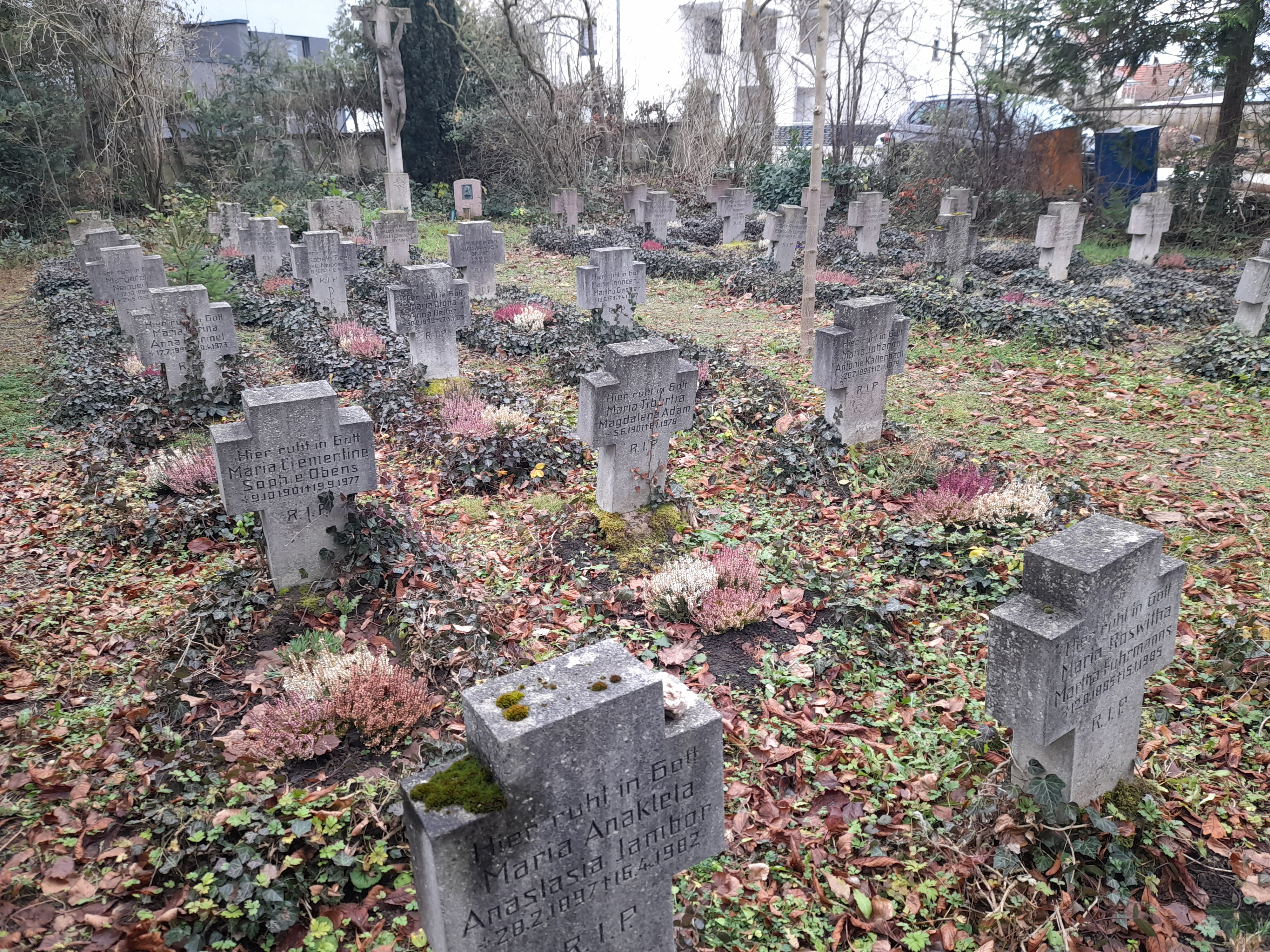
Nonnenfriedhof (2021)

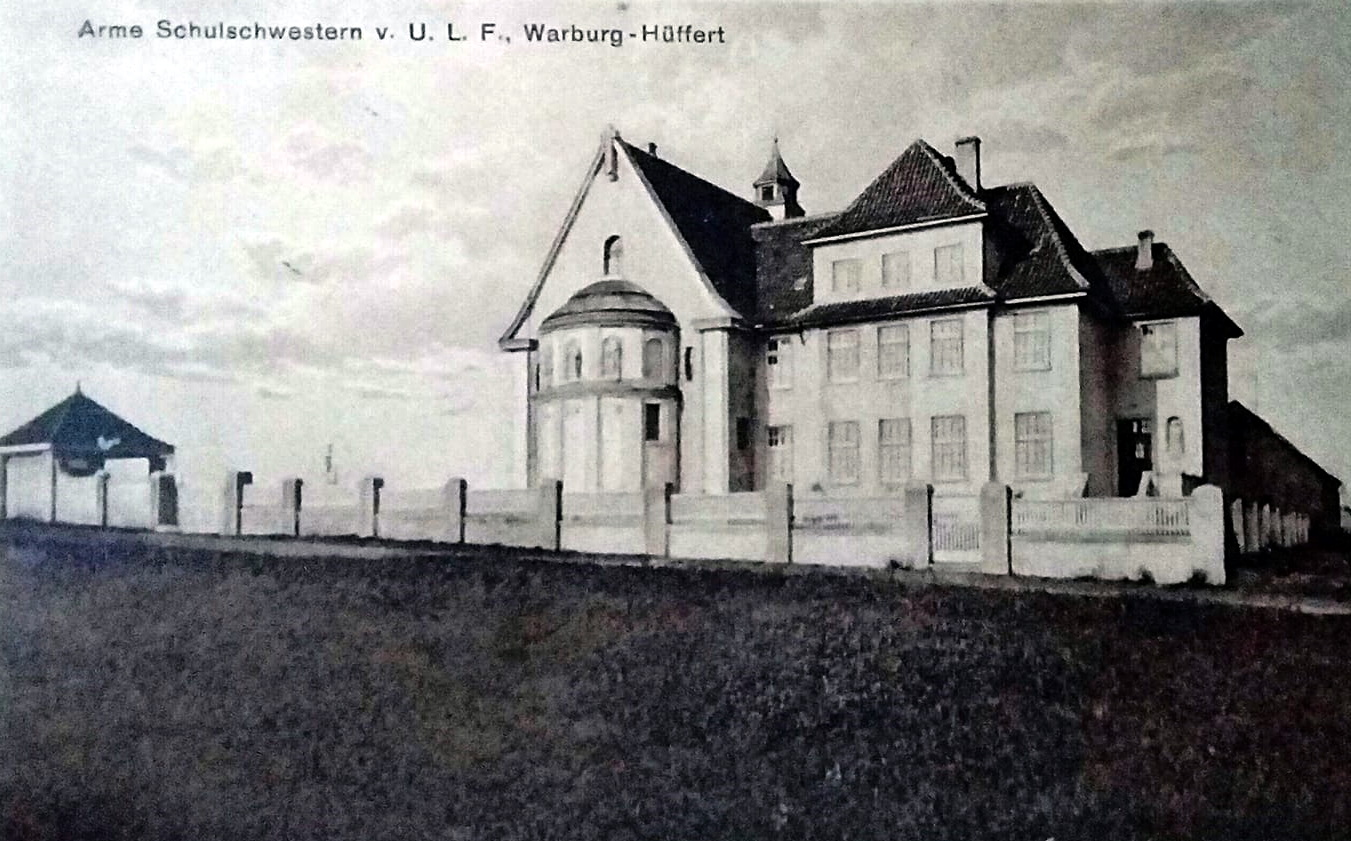
Das Ordenshaus noch ohne Schule (1925)

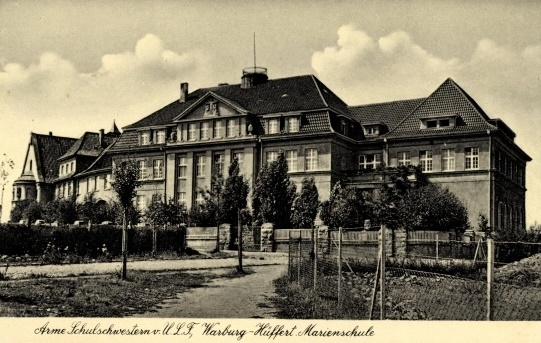
Die Marienschule (um 1927)

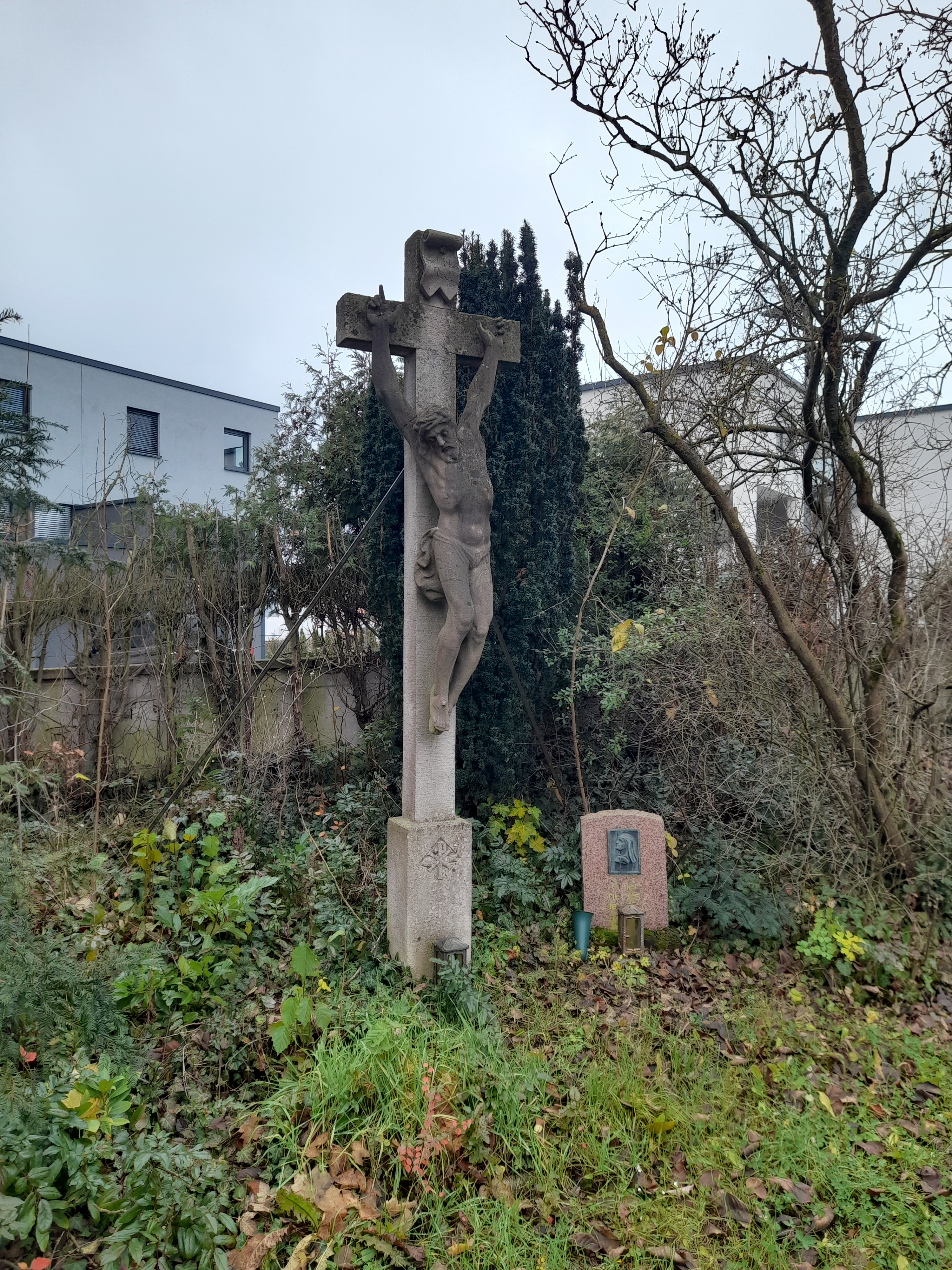
Kruzifix am Nonnenfriedhof (2021)

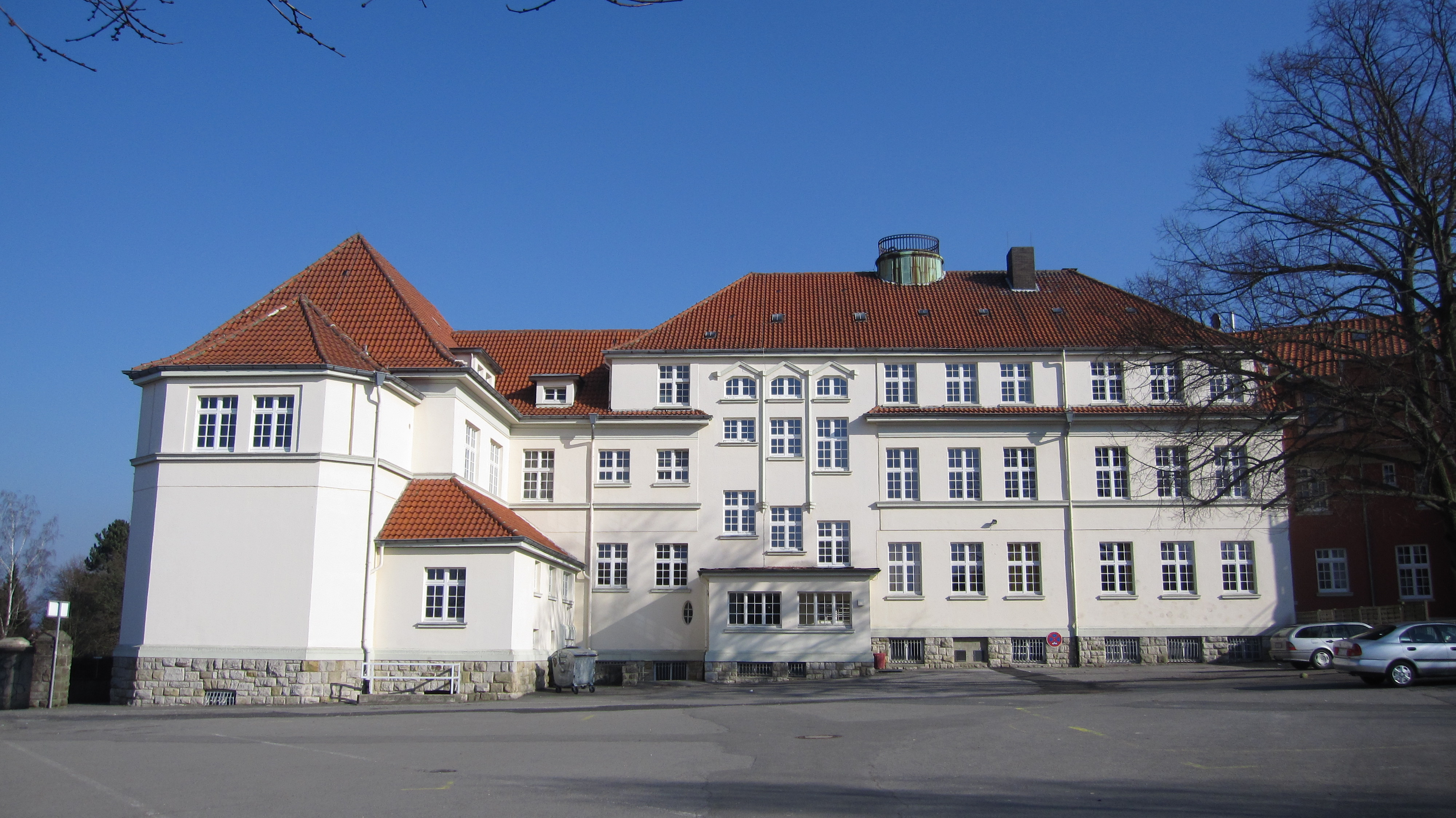
Das Schulgebäude mit dem Turnhallenbau links (2011)

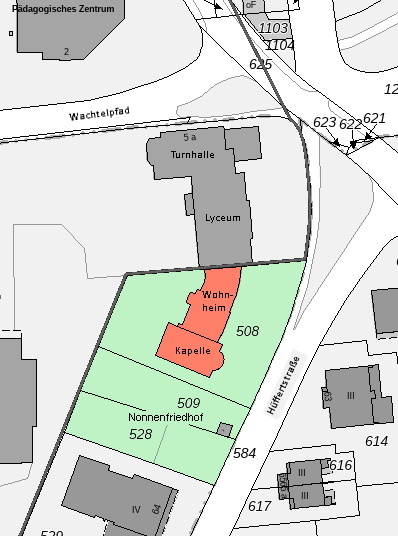
Lageplan der Grundstücke Hüffertstraße 62

Das Ordenshaus der Armen Schulschwestern ist eine ab 1923 entstandene bauliche Anlage in Warburg, Hüffertstraße 62, die ein ehemaliges Schwesternwohnheim mit eigener Kapelle und Nonnenfriedhof umfasste. Die Gebäudeanlage wurde 2015 zusammen mit den ab 1926 entstandenen angrenzenden Altbauten des heutigen Hüffertgymnasiums als denkmalwürdig in die Denkmaltopographie Bundesrepublik Deutschland aufgenommen und ist daher in der Liste der Baudenkmäler in Warburg vertreten. Am 3. März 2020 beschloss der Warburger Stadtrat, das Ordenshaus unter Denkmalschutz zu stellen.

## Geschichte
Bereits 1843 waren erstmals Nonnen des Ordens der Armen Schulschwestern von Unserer Lieben Frau nach Warburg gekommen, da es dort Bestrebungen zur Einrichtung von Mädchenschulen gab, und der preußische Staat hierzu keine Mittel bereitstellte. Es folgten zwei privat finanzierte Stiftsschulen: das 1854 gegründete und 1856 eingeweihte Friedrichsstift, Joseph-Kohlschein-Straße 5–7 in der Altstadt, das auch die Begründung einer Höhern Töchterschule im Auge hatte und von den armen Schulschwestern geleitet wurde sowie das 1863 gegründete und 1866 fertiggestellte Charvinstift, Unterstraße 10–12 in der Neustadt, das von Vincentinerinnen geleitet wurde. Während des Kulturkampfes verließen die Ordensschwestern jedoch 1876 die Stadt, so dass 1877 das Stadtverordnetenkollegium eine neue, städtische Fortbildungsschule für Mädchen gründeten. Sie bestand jedoch nur bis 1881 und wurde 1882 im Folgejahr unter der Leitung der Lehrerin Maria Plassmann als private Schule weitergeführt. 1907 wurde ein Verein des katholischen Mädchenschulwesens in Warburg als neuer Schulträger gegründet und am 7. Juli 1907 anerkannt.
Nach dem Scheitern der kommunalen Bemühungen versuchte der Magistrat der Stadt Warburg 1914 und 1918 erneut, die Armen Schulschwestern für die Trägerschaft und Leitung der Schule zu gewinnen; beide Anträge wurden jedoch abgelehnt. Erst am 27. September 1919, nach einem dritten Antrag, erhielt die Genossenschaft der Schwestern unserer Lieben Frau Brede in Brakel die Genehmigung für eine Niederlassung in Warburg. Sie unterrichteten zunächst in der Neustädter Schule am heutigen Graf-Dodiko-Weg. Im Stadtteil Hüffert wurde ein großes Grundstück erworben, das auch Platz für landwirtschaftliche Betätigung und Gartenbau bot. Zur Unterbringung der Schwestern wurde ab 1923 nach Planung des damaligen Kreisbaumeisters Rettig zunächst mit dem Bau eines Ordenshauses mit Kapelle begonnen. Ihm folgte 1926/27 das Gebäude für die Mädchenschule, das am 18. Oktober 1927 als „Marienschule“ eingeweiht wurde und die zunächst nur bis zum Mittleren Schulabschluss führte.
In der Zeit des Nationalsozialismus ging die Zahl der Schülerinnen von über 200 auf 118 im Jahr 1938 zurück und die Stadt wurde zur Schulübernahme aufgefordert. Während des Zweiten Weltkrieges wurde der Schulbetrieb eingestellt, die Schwestern konnten die Gebäude jedoch behalten. Die Schulräume wurden zum Teil als Lazarett genutzt.
1945 wurde Schwester M. Hiltburg Beer neue Leiterin der wiedergeöffneten Schule, die ab 1947 zum Mädchengymnasium erweitert wurde. Nach Ausbaumaßnahmen wurde 1954 erstmals eine Abiturprüfung durchgeführt. Als 1971/72 die Schule von 543 Schülerinnen besucht wurde, war der Platz erneut nicht mehr ausreichend. Die Armen Schulschwestern, immer noch unter der Leitung von Schwester Hiltburg, konnten die Trägerschaft nicht mehr aufrechterhalten. Sie wurde 1973 an den Kreis Warburg abgegeben.
Das Ordenshaus mit Kapelle und Nonnenfriedhof wurde zunächst noch weiter von ehemaligen Schulschwestern genutzt. Ca. 2005 trennte die Stadt Warburg die Grundstücke ab und verkaufte sie an eine Familie, die das Anwesen als Ingenieurbüro und für Wohnzwecke nutzt.

## Architektur
Der Baukomplex ist insgesamt im neoklassizistischen Baustil der 1920er Jahre geprägt. Entsprechend seiner Baugeschichte und Nutzungen gliedert er sich in mehrere Bereiche:

### Ordenshaus mit Kapelle
Das Wohnheim besteht aus einem zweigeschossigen Massivbau mit einem ausgebauten Mansarddach. Sein südlicher, fünfachsiger Teil wird durch einen dreiachsigen Mittelrisalit mit Lisenengliederung, der im Mansarddachbereich fortgesetzt wird, geprägt und ist mit einem Marienmedaillon im Brüstungsbereich des ersten Obergeschosses verziert. Der nördliche Teil des Hauses ist dem Straßenverlauf folgend gebogen und weist drei Fensterachsen auf, die im Erdgeschossbereich als rundbogige Loggien gestaltet sind. Die Fenster sind als mehrflüglige Holzfenster mit Sprossenteilung gestaltet. Die mit einem Satteldach versehene Kapelle schließt sich dem Wohnheim direkt südlich T-förmig an. Ihre Traufhöhe stimmt mit der des Wohnheimes überein. Der Chorraum ragt aus der straßenseitigen Giebelseite als halbrunde Apsis heraus und ist von außen mit Lisenen, Girlanden und fünf rundbogigen Nischen geschmückt, in denen drei Heiligenfiguren stehen. Die nördliche Traufseite weist fünf zwei- bis dreibahnige Fenster auf. Der Kapelleneingang befindet sich an der Nordseite und ist mit schlichten dorischen Säulen eingefasst.

### Freianlagen
Die Freianlagen weisen noch Reste der originalen Gestaltung auf. Sie beinhalten gärtnerisch gestaltete Vorgartenflächen und den ehemaligen Nonnenfriedhof mit ca. 30 als Steinkreuz gleichartig gestalteten Grabsteinen mit den Namen der verstorbenen Schwestern. An der Stirnseite befindet sich ein steinernes Kruzifix mit einem lebensgroßen Corpus.

### Schulgebäude
Das heute durch das weitgehend neu erbaute Hüffertgymnasium genutzte alte Schulgebäude schließt sich nördlich an das ehemalige Schwesternwohnheim an. Es wird dominiert durch ein dreigeschossiges Hauptgebäude mit großem gewalmtem Mansarddach und zehn Fensterachsen. Straßenseitig hat es einen hohen vierachsigen Mittelrisalit, der in etwas verkleinerter Form bis in die Dachzone geführt und durch ein klassizistisches Giebeldreieck abgeschlossen ist. Im Tympanon befindet sich eine plastische Darstellung eines Kruzifixes. Hofseitig sind die Fassaden etwas moderner und weisen zum Teil expressionistische Formen auf. Durch die aufsteigenden Fenster in der Fassade ist das Treppenhaus erkennbar. Bekrönt wird das Gebäude durch ein rundes Aussichtsrondell auf dem hohen Walmdach. Etwas schlichter ist der nördlich abknickende Gebäudeflügel am Wachtelpfad 5 a gehalten, der im Erdgeschoss eine Turnhalle mit großen Rundbogenfenstern und im Obergeschoss weitere Klassenzimmer beinhaltet.